# Заботін Всеволод Федорович
Заботін Всеволод Федорович — (29 грудня 1917, Миколаїв — 14 березня 1994, Херсон) — радянський суднобудівник, Герой Соціалістичної Праці, директор Херсонського суднобудівного заводу (1961—1986 рр.).
При ньому заводом було освоєно 18 проектів, побудовано 230 суден, з них 76 пішли на експорт, а в місті Херсон заводом побудовано житловий мікрорайон «Корабел».

## Біографія
Народився 29 грудня 1917 року в м. Миколаєві.

### В роки війни
З початком війни був направлений в академію для перепідготовки, але в метушні відступу залишки миколаївців забрали в 733 стрілецький полк, потім потрапив в саперний училище, пізніше переведений в артилерійське з прискореним курсом навчання. Але в підсумку, в березні 1942 року, як суднобудівник був направлений в тил до Астрахані, на 638 суднобудівний завод.
На 638 суднобудівному заводі почав працювати майстром. Через п'ять місяців призначений на посаду будівельника судів у філію заводу в Баку.
У лютому 1945 року Заботін отримав свою першу державну нагороду — Медаль «За оборону Кавказу». Йому не довелося тримати в руках зброю і стріляти, але ті бойові кораблі, які будували й ремонтували під його керівництвом, внесли чималий внесок у перемогу.

### Після війни
Після закінчення війни В. Ф. Заботін повернувся в рідне місто на завод «61 комунара».
У березні 1948 він став відповідальним здавачем судів. А через три роки — начальником стапельного цеху.
У 1955 році в возресте 38 років Заботін був призначений головним інженером Херсонського суднобудівного заводу, який до того часу побудував всього п'ять танкерів.
У 1958 році заводу, з ініціативи Заботіна, було доручено будівництво головного судна нової серії суховантажів. Уже в квітні 1959 суховантаж «Ленінський комсомол» був спущений на воду і став біля добудовчої стінки. Потім була побудована серія з 20 одиниць суден цього типу.

### Директор заводу
У 1961 році Заботіна В. Ф. висунули на посаду директора Херсонського суднобудівного заводу.
При активному участю Всеволода Федоровича на Херсонських стапелях вперше у світовій практиці була введена електрозварювання в вуглекислої середовищі в автоматичному та напівавтоматичному режимі, [2] за що в квітні 1963 Заботін отримав Ленінську премію.
При ньому було освоєно 18 проектів, побудовано 230 суден, з них 76 пішли на експорт. І не тільки в країни соцтабору. Але ж відомо, які вимоги висувають за кордоном до техніки. Спочатку фірми з капстран ігнорували все радянське, але наша техніка витримала іспит. Замовниками заводу стали Греція, Німеччина, Англія, Данія, Індія та інші країни. Було також побудовано 25 доків по 5-ти проектам.
Так само за участю Заботіна в Херсоні була створена система підготовки кадрів: Профорієнтація в школах, потім профтехучилища, технікум. Відкрито філію Миколаївського суднобудівного інституту. Створено навчальний 28 цех, де опрацьовувалися навички майбутніх кораблів.
31 грудня 1970 Херсонський суднозавод був нагороджений орденом Леніна, а через чотири місяці Всеволоду Заботіну і зварнику Павлу Німич присвоїли звання Героїв Соцпраці.
З ім'ям Всеволода Федоровича пов'язана поява прекрасного, зеленого, зручного для проживання житлового масиву міста Херсон — мікрорайону Корабел, де для суднобудівників побудований ціле містечко з лікарнею, магазинами, кінотеатром, дитячими садками, школами.
У 1986 році у віці 69 років Заботін покинув пост директора заводу.
Всеволод Федорович Заботін пішов з життя в 1994 році. На міському кладовищі стоїть пам'ятник з його барельєфом і зображенням судів, які він будував.

## Нагороди
- Герой Соціалістичної Праці (1971)
- Лауреат Ленінської(1963) та Державної премій
- Орден Леніна (1971)
- Орден Вітчизняної війни 2-го ступеня (1985)
- Орден Трудового Червоного Прапора (1966)
- Медаль «За оборону Кавказу» (1945)
- Почесний громадянин міста Херсон (1988)